# Mário Schenberg
Mário Schenberg, nascido Mayer Schönberg (Recife, 2 de julho de 1914 — São Paulo, 10 de novembro de 1990), foi um físico, matemático, político e crítico de arte brasileiro.
Considerado o maior físico teórico do Brasil, Schenberg publicou trabalhos nas áreas de termodinâmica, mecânica quântica, mecânica estatística, relatividade geral, astrofísica e matemática. Trabalhou com José Leite Lopes e César Lattes, e foi assistente do físico ucraniano naturalizado italiano Gleb Wataghin. Colaborou com inúmeros físicos de prestígio internacional, como o russo naturalizado americano George Gamow e o astrofísico indiano Subrahmanyan Chandrasekhar. Foi presidente da Sociedade Brasileira de Física de 1979 a 1981 e diretor do Departamento de Física da Universidade de São Paulo de 1953 a 1961, onde também foi professor catedrático.
Schenberg teve ativa participação política, sendo eleito duas vezes deputado estadual de São Paulo. Em função de suas ligações com o Partido Comunista Brasileiro (PCB), foi cassado e preso mais de uma vez pela ditadura militar brasileira. Mario Schenberg também mantinha grande interesse por artes plásticas, tendo convivido com artistas brasileiros como Di Cavalcanti, Lasar Segall, José Pancetti, Mário Gruber e Cândido Portinari, e também estrangeiros, como Bruno Giorgi, Marc Chagall e Pablo Picasso. Atuou também como crítico de arte, escrevendo diversos artigos sobre artistas contemporâneos brasileiros como Alfredo Volpi, Lygia Clark e Hélio Oiticica.

## Vida pessoal
Mário Schenberg, nascido Mayer Schönberg, foi dado à luz em casa no Recife, capital do estado brasileiro de Pernambuco, no dia 2 de julho de 1914, filho de judeus russos de origem alemã. A diversificação de seus interesses data de sua infância e foi influenciada pelas viagens feitas com seus pais à Europa, onde esteve em contato com a arquitetura gótica e começou a se interessar pela história. Desde cedo mostrou também notável capacidade para a matemática, encantando-se com a geometria, que teve forte influência em seus trabalhos. Conta-se ter comprado diversos livros de matemática superior com o dinheiro que ganhou no jogo do bicho. O interesse de Schenberg pela política, e particularmente o marxismo, começou também na sua adolescência.
Mario Schenberg foi casado com Julieta Bárbara Guerrini, ex-mulher do poeta Oswald de Andrade, e com a artista plástica Lourdes Cedran. Teve uma única filha, a geneticista Ana Clara Guerrini Schenberg. Mário Schenberg faleceu em 10 de novembro de 1990 em São Paulo.

### Carreira acadêmica

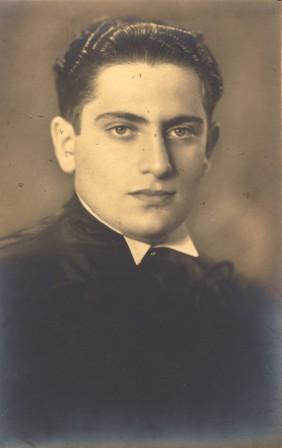
Mário Schenberg (Bacharelado em Matemática), 1936.

Schenberg fez os cursos primário e secundário no Recife. Em razão das limitações financeiras de sua família, não pôde estudar na Europa. Ingressou, então, na Faculdade de Engenharia do Recife em 1931, onde esteve em contato com o professor Luís Freire, notável instigador de talentos, que influenciou outros cientistas pernambucanos, como José Leite Lopes e Leopoldo Nachbin. No terceiro ano, sob a influência de Luís Freire, transferiu-se para a São Paulo, onde se formou em engenharia elétrica na Escola Politécnica em 1935 e em matemática na recém fundada Faculdade de Filosofia, Ciências e Letras em 1936. Ainda nesse ano, Schenberg publicou um trabalho sobre eletrodinâmica quântica na Itália.
Durante a graduação, Mario Schenberg esteve em contato com os professores formadores da Faculdade de Filosofia, Ciências e Letras (FFCL), como Giuseppe Occhialini, Gleb Wataghin e Luigi Fantappiè. Luigi Fantappiè e Giacomo Albanese influenciaram fortemente sua formação matemática. Convidado pelo professor Gleb Wataghin, em 1936, Schenberg desempenhou a função de preparador de física geral e experimental na Escola Politécnica. Deixou esse cargo, em 1937, para se tornar unicamente assistente de física teórica da FFCL.
Em 1939, partiu para a Europa, tendo trabalhado no Instituto de Física da Universidade de Roma com o físico italiano Enrico Fermi. Com a aproximação da guerra, partiu para Zurique onde trabalhou com Wolfgang Pauli. A seguir, transferiu-se para Paris onde trabalhou com Frédéric Joliot-Curie no Collège de France.
Em 1940, já de volta ao Brasil, obteve uma bolsa da Fundação Guggenheim para passar uma curta temporada nos Estados Unidos. Trabalhou, então, com o físico americano George Gamow na Universidade de Washington, realizando investigações em astrofísica. Depois, foi membro do Instituto de Estudos Avançados de Princeton. Trabalhou ainda no Observatório Yerkes, em 1941, com o futuro prêmio Nobel Subrahmanyan Chandrasekhar em alguns problemas de astrofísica, retornando ao Brasil somente em 1942.
Em 1944, Schenberg tornou-se professor catedrático de Mecânica Racional e Celeste na USP, defendendo em concurso público a tese nomeada “Princípios da Mecânica”. Mario permaneceu na Universidade de São Paulo até 1948, quando partiu para trabalhar no grupo de raios cósmicos da Universidade de Bruxelas, por 5 anos. Neste período trabalhou também com o químico, físico e matemático belga Ilya Prigogine e colaborou com o grupo de Giuseppe Occhialini.
Entre 1953 e 1961, foi diretor do Departamento de Física da USP, onde fundou o Laboratório de Física do Estado Sólido e participou da aquisição do primeiro computador da Universidade de São Paulo, mostrando notável capacidade de predição dos rumos da ciência e tecnologia. Ainda nas décadas de 50 e 60, Schenberg foi membro do Centro Brasileiro de Pesquisas Físicas no Rio de Janeiro, onde colaborou com a formação de jovens pesquisadores como Jorge André Swieca.
Em 1969 Schenberg foi aposentado compulsoriamente pelo AI-5 e impedido de frequentar a universidade, abalando de forma notável sua pesquisa. Schenberg retornou à Universidade de São Paulo somente em 1979 com a abertura política. Após a reintegração, ministrou alguns cursos de pós-graduação e a disciplina de "Evolução dos Conceitos da Física", cujas transcrições deram origem ao livro "Pensando a Física".

### Carreira política

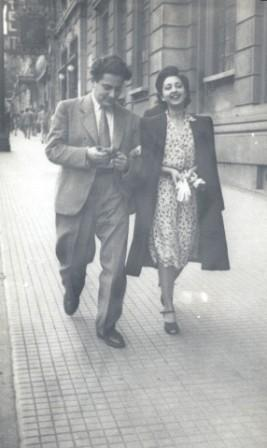
Mario Schenberg ao lado da crítica de arte Maria Eugênia Franco, década de 1940.

Em paralelo com sua atuação acadêmica, Schenberg sempre participou ativamente da discussão dos problemas político-econômicos do Brasil. Iniciou em São Paulo a campanha O Petróleo é Nosso, lutou pela defesa dos minérios nucleares do país e esteve envolvido nos debates sobre as centrais nucleares, mostrando-se contra o acordo Brasil-Alemanha de cooperação nuclear.
Foi eleito suplente de deputado estadual para a Assembleia Constituinte do Estado de São Paulo, pelo Partido Comunista Brasileiro (PCB) em 1946. Ao assumir o cargo de deputado estadual, revelou-se, nessa época, um orador respeitável, que chegou diversas vezes a inverter a posição dominante da bancada. Em 1947, sob a liderança do economista e empresário Caio Prado Júnior, a bancada aprovou o Artigo 123 da Constituição do Estado de São Paulo, instituindo os fundos de amparo à pesquisa no estado para impulsionar o seu desenvolvimento científico e tecnológico. Esse projeto levou mais tarde à concepção da Fundação de Amparo à Pesquisa do Estado de São Paulo (FAPESP). Em 1948, foi cassado e vítima de perseguições na universidade, como os outros membros da bancada comunista, liderada por Caio Prado Júnior.
Em 1962 foi novamente eleito deputado estadual pelo Partido Trabalhista Brasileiro (PTB), mas teve seu diploma impedido após ser acusado de pertencer ao Partido Comunista.
Em 1964 foi preso sete dias após o golpe de estado, permanecendo confinado no Departamento de Ordem Política e Social (DOPS) por dois meses. No ano seguinte, sob acusações de atuação política na universidade foi perseguido e preso. Seu mandato de prisão somente foi revogado devido à pressão da comunidade científica internacional.
Com a declaração do AI-5, em 1969, foi aposentado compulsoriamente e proibido de entrar no campus universitário. Na década de 1970 sofreu inúmeras perseguições e ameaças de entidades do governo, que ameaçavam por vezes sua integridade física. Essa situação somente foi revertida com a abertura política, dez anos mais tarde.

## Trabalhos científicos

### Processo Urca

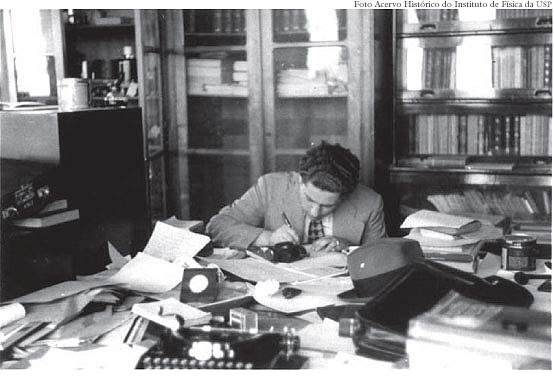
Mario Schenberg trabalhando numa sala no prédio da Escola Politécnica, na avenida Tiradentes (1937).

Mário Schenberg teve importantes contribuições em astrofísica, particularmente na teoria de processos nucleares na formação de estrelas supernovas. Em 1940, trabalhando com George Gamow, batizou o conhecido processo Urca: o ciclo de reações nucleares no qual o núcleo perde energia por absorver um elétron e reemitir uma partícula beta e um par neutrino-antineutrino, o que leva à perda de pressão interna e como consequência à ocorrência de um colapso e explosão na forma de uma supernova. A contribuição de Schenberg corresponde à proposição da presença dos recém-descobertos neutrinos, que drenam parte considerável da energia da estrela.
Urca era o nome de um cassino no Rio de Janeiro e foi utilizado para nomear o processo por George Gamow, pois Schenberg uma vez brincou dizendo a ele que "a energia desaparece no núcleo de uma supernova tão rápido quanto o dinheiro no jogo de roletas" durante uma visita ao cassino da Urca.

### Limite de Schönberg–Chandrasekhar
Junto ao físico indiano Subrahmanyan Chandrasekhar, Schenberg calculou em 1942 o que hoje é conhecido como limite de Schönberg–Chandrasekhar: a maior massa que pode ter o núcleo de uma estrela em que não mais ocorram reações de fusão nuclear, mas que consiga suportar o peso das camadas mais externas. Para um núcleo de hélio, valores típicos desse limite são de 10% a 15% da massa da estrela.

### Mecânica quântica e geometria algébrica
Schenberg também é citado em uma série de publicações de 1953 e 1954 em geometria algébrica, em conexão com a mecânica quântica e a teoria quântica de campos. Ele observou que essas álgebras podem ser descritas em termos de álgebras de Grassmann comutativas e anticomutativas, com a mesma estrutura de álgebras bosônicas e fermiônicas de operadores de criação e aniquilação. Essas álgebras estão relacionadas à algebras simpléticas e álgebras de Clifford, respectivamente. Em um trabalho publicado em 1958, Schenberg sugeriu a adição de um novo operador idempotente à álgebra de Heisenberg e essa sugestão foi retomada e desenvolvida nos anos 1980 por Basil Hiley e seus colaboradores em trabalhos sobre a formulação algébrica da mecânica quântica na Universidade de Londres (Birkbeck), onde Bohm veio a se tornar professor de física. As ideias de Schenberg também foram citadas em conexão com métodos algébricos para descrever espaços de fase relativísticos.

Mário Schenberg, o também recifense José Leite Lopes (direita) e o curitibano César Lattes (esquerda) — estes considerados os três maiores físicos brasileiros — em reunião no CNPq, 1958.

Os trabalhos de Schenberg, assim como os de Marcel Riesz, foram citados em um workshop realizado na França, em 1989, dada sua importância em física-matemática.

## Obra científica
Seus trabalhos científicos produzidos entre 1936 e 1946 foram reunidos no primeiro volume do livro "Obra científica de Mário Schönberg", publicado pela Editora da Universidade de São Paulo, sob a organização de Amélia Hamburger. Esse livro foi agraciado com o Prêmio Jabuti em 2010 na categoria de Ciências Exatas, Tecnologia e Informática.

## Publicações
- M. Schönberg: Quantum kinematics and geometry, Il Nuovo Cimento (1955-1965), vol. 6, Supplement 1, pp. 356–380, 1957, DOI: 10.1007/BF02724793 (preview)
- M. Schönberg, S. Chandrasekhar: On the Evolution of the Main-Sequence Stars, Astrophysical Journal, vol. 96, no. p. 161 ff., 1942, fulltext

## Homenagens
Em 6 de outubro de 2005, a biblioteca pública da Lapa, em São Paulo, passou a denominar-se "Biblioteca Municipal Mário Schenberg".